# رویکرد رجیو
رویکرد رجیو امیلیا (Reggio Emilia Approach)، یک فلسفهٔ آموزشی است که بر آموزش و پرورش پیش‌دبستانی و دبستانی تمرکز دارد.
رجیو امیلیا شهری است در شمال ایتالیا، این رویکرد به نام یک فرد نیست، به نام یک ایده روانشناسی نیز نیست، نام‌گذاری از این روست که روزی تعدادی مادر و پدر و معلم و محقق خواستند اتفاقی متفاوت برای تمام کودکان شهرشان بیفتد، فرصتی برای رشد داشته باشند که حقشان است.
از این رویکرد نمی توان تبعیت کرد، چرا که رویکرد در فضای فرهنگی خاص رشد یافته و بالیده‌است، آنچه می‌توان دید تجربه‌هایی است از افرادی که اصولی را در کار کردن با هم و با کودکان و والدین رعایت کردند، در طول زمان ساختارهایی ساخته‌اند، هر روز سعی در بهبود آن کرده‌اند، تنها ارتباطی که می‌توان با این مجموعه از تجربه‌ها داشت، الهام گرفتن است.
اولین بار که منطقه رجیو امیلیا به نوعی مطرح شد، در زمان جنگ جهانی دوم بود. مردم منطقه با دولت فاشیست موسولینی هم کاری نمی کردند و کم ترین تعداد جوانان از این منطقه برای جنگ داوطلب شدند. مردم این منطقه کم ترین هم کاری با ماشین جنگ موسیلینی داشتند و خود را به شکل های مختلف از جنگ طلبی فاشیست ها دور نگه داشتند. به همین دلیل در طی جنگ جهانی دوم گروه بزرگی از خانواده های این منطقه جوانان خود را در جنگل ها و پناهگاه های اطراف پنهان کردند. تا از گزند تبلیغات جنگ و سربازهای فاشیست در امان باشند. سپس معلمانی نیز در همان پناهگاه ها و جنگل ها به آموزش این گروه از جوانان پرداختند. در عین حال مردم منطقه در طی جنگ جهانی دوم به ساخت مدرسه هایی اقدام کردند تا در حمله های جنگی به فرزندان شان آسیبی نرسد. این مدرسه ها (پناه های امن) موجب شد که در تمام سال های جنگ خللی به آموزش کودکان شان وارد نشود. بدین ترتیب اولین کودکستان ها و مدارس مشارکتی مردم در دفاع از کودکان شان ساخته شد.
معلمی توانا، دلسوز و بسیار هوشمند به نام "لوریس مالاگازی" در این سال ها مسوولیت هماهنگی برنامه های آموزشی کودکان از کودکستان تا دوران دبستان را به عهده گرفت و موفق شد که به یاری هم کارانش برنامه های متنوع و مناسبی را برای دانش آموزان مدون و اجرا کند. پس از پایان یافتن جنگ و بازگشت جوانان از جنگل ها و پناه ها، حرکتی که مردم منطقه برای آموزش فرزندان شان آغاز کرده بودند، پایان نیافت، بلکه در شکل نوینی جریان پیدا کرد و موجب الگوی آموزشی شد که هم در ایتالیا و هم در سطح بین المللی به نام این منطقه معروف است.
مالاگازی پس از جنگ جهانی دوم موفق شد که مطالعات تخصصی خود را در حیطه ی تعلیم و تربیت و الگوهای آموزشی و مدل های مختلف توسعه دهد. او در طی این تحقیق ها و بررسی ها متوجه چندین نکته شد، که سپس موجب شکل گیری بنیان الگوی آموزشی او گردید.
اولین نکته ای که در مطالعه ی الگوهای آموزشی رایج زمان خود متوجه شد، این بود که برنامه های آموزشی رایج توان فراگیر شدن را ندارند و در فراگیر کردن روند آموزش برای عموم کودکان ناتوان هستند. الگوی مونته سوری با تمام خاص بودنش، عملا در دیدن تمام گروه های کودکان ناموفق بود و از سوی دیگر الگوهای عمومی تر مبتنی بر رفتارنگرها نیز در جذب تمامی گروه های کودکان و حفظ آنان در تمام دوران آموزشی عملا موفق نبوند.
مالاگازی علاقه ای به انحصاری کردن جریان آموزش نداشت و بیش از هر چیز علاقه مند به الگویی بود که تمام کودکان بتوانند از آن بهره مند شوند.
دومین نکته ای که مورد توجه او قرار گرفت این بود که عموم الگوهای آموزشی حتی آن هایی که به گروه های بزرگ تری از کودکان توجه دارند، فقط به کودک نگاه می کنند. یعنی در مسیر آموزش فقط با کودک کار می کنند. مالاگازی بر این اعتقاد بود که آموزش کودکان فقط مبتنی بر مسایل فردی، روانی و یا هوشی کودکان نیست و نباید آموزش را محدود به کودک دید. بلکه آموزش و اصولا رشد کودک ناشی از بستری است که کودک در آن زندگی می کند. یعنی خانواده، جامعه و محیط دوستان بسیار موثر هستند. بسیاری از افراد، جریان ها و سازمان ها و عوامل مختلف، زندگی مردم و کودکان را تحت تاثیر قرار می دهد. به عبارت دیگر کودک در خلاء رشد نمی کند و نمی توانیم فقط کودک را برای آموزش انتخاب کنیم. بلکه لازم است به بسیاری از مسایل پیرامون کودک توجه کرد و برای حل آنان اقدام نمود.
بدین ترتیب استفاده از کل جامعه نه به عنوان روش کار، بلکه به عنوان یک شیوه ی تفکر و نظام اعتقادی در این سیستم مطرح شد. یعنی در این سیستم برنامه ریزی از کودک آغاز می شود و به سایر افراد پیرامون کودک تسری پیدا می کند. به همین دلیل اعضای خانواده، بستگان، آشنایان و حتی جامعه ای که کودک در آن زندگی می کند تحت تاثیر جریان های آموزشی قرار می گیرند و در عین حال مسایل پیرامون آن ها نیز در جریان و روند آموزش تاثیر می گذارد.
شرکت والدین و شهروندان برای برنامه ریزی رجیو امیلیا بسیار ضروری است. این نوع مشارکت نخستین کانون مطالعه و تحقیقات است. بسیاری از والدین حتی پس از این که کودکان آن ها کودکستان را تمام می کنند، شرکت کنندگان فعالی در شورای اجرایی مرکز آموزشی باقی می مانند. این تداوم علاوه بر اهمیت شرکت بزرگ سالان در تجربه های خارج از خانه، زیربنایی برای حمایت های مالی و کاری از برنامه های جامعه را به وجود می آورد.
در این مورد یک هدف راهبردی وجود دارد. در این سیستم فقط به خاطر مشارکت بزرگ سالان در تجربه های آموزشی کودکان نیست که به بزرگ سالان توجه می شود، بلکه هدف اصلی کمک به گسترش مشارکت بین خود بزرگ سالان نیز یک هدف مهم است. هر چند که این انتظار نیست که همیشه روابط بین بزرگ سالان هماهنگ باشد، اما این اعتقاد وجود دارد که این حرکت کمک می کند که بزرگ سالان بتوانند اعتقادات مشترکی پیدا کنند.
سومین نکته ای که مالاگازی در مطالعاتش به آن رسید این نکته بود که بسیاری از برنامه های آموزشی، کودکان را یک بعدی می بیند و بیش تر، رشد هوشی کودکان برای آن ها اهمیت دارد.
ریاضی، خواندن و نوشتن سه کلیدی بودند که تقریبا تمامی نظام های رایج آموزشی به آن پایبند بودند و نمی توانستند به غیر از این سه موضوع به موارد دیگر توجه کنند. در حالی که رشد اجتماعی و رشد عاطفی دو موضوع بسیار مهم برای او بود و معتقد بود که این دو جنبه از رشد به اندازه ی رشد هوشی بسیار مهم است و نمی توان آن ها را نادیده گرفت.
اساس و بنیان این دیدگاه آموزشی فرآیندی فراتر از محرک و پاسخ و یا حتی چند محرک و پاسخ است. یادگیری و آموزش محصول فعالیت کودک، بازخورد، مرور چند باره، بازخوانی تجربه ها و فرصت برای سازمان دهی آن چه کودک تجربه کرده است، می باشد.
هر تجربه ی ساده، در درون مجموعه ای از روابط و تجربه های دیگر بازخوانی می شود. این فرآیند چه به صورت فردی و چه به صورت گروهی شکل می گیرد. بدین ترتیب در این رویکرد آموزشی، کودک عامل اصلی و مهم در شکل گیری دانش است. دانشی که در سایه ی تجربه های مداوم، موثر و پایدار او با محیط پیرامونش سازمان یافته است.
مالاگازی با توجه به سه نکته ی فوق یعنی توجه به فراگیر کردن آموزش برای همه ی کودکان، توجه به تمام جنبه های رشدی کودک و هم چنین توجه به محیط و افراد پیرامون کودک در فرآیند آموزش، موفق شد که برنامه های خود را به شکل نوینی تدوین کند.
این شیوه ی تفکر موجب شد که آموزش کودکان از ماجرایی خصوصی، در فضاهای بسته و محدود به یک سازمان (مانند آموزش و پرورش) خارج شود و تبدیل به یکی از مهم ترین مسایل اجتماعی جامعه شود. سیستم رجیو امیلیا موفق شد که با مطرح کردن چهار اصل زیر، آموزش را به عنوان یک جریان اجتماعی مطرح کند. به طوری که مسایل آموزشی کودکان به عنوان دستور کار شهردار، نمایندگان مجلس و مسوولین محلی قرار بگیرد. این چهار اصل عبارتند از:
کودکان، استعدادهای فراوانی دارند و به واسطه ی این استعدادها باید فرصت های فراوانی را به وجود آورد تا کودکان بتوانند استعدادهای خود را بشناسند، تمرین کنند و بروز دهند. اگر فرصت های مناسب برای کودکان فراهم نکنیم، استعدادهای آنان متجلی نمی شود.
کودکان به تداوم ارزش های فرهنگی جامعه کمک می کنند. هر آن چه را که در طول تاریخ آموخته ایم و مناسب است می توانیم از طریق کودکان به آیندگان منتقل کنیم. کودکان منابعی هستند که میراث فرهنگی را به نسل های آتی منتقل می کنند.
کودکان شهروند امروز و فردای جامعه ی ما هستند و حمایت از آن ها موجب می شود تا آینده ی همگان تضمین شود.
کودکان حق دارند که بهترین ها را داشته باشند. آنان شایسته ی بهترین ها، با کیفیت ترین مواد و برنامه های آموزشی هستند. این حق برای همه ی کودکان متصور است، نه فقط برای گروهی از کودکان.
بدین ترتیب سیستم رجیو امیلیا موضوع کودک را به صحنه ی جامعه وارد کرد و مسایل کودکان و آموزش آنان را به عنوان یک وظیفه ی همگانی مطرح نمود.

## نقل قول‌ها درباره این رویکرد
- "من مالاگوتسی را در کنار بزرگانی چون پیاژه، دیویی و ویگوتسکی می دانم، ولی تفاوت او در این بود که مدرسه دیویی ۴ سال بیشتر دوام نیاورد ولی مالاگوتسی، گروهی پژوهنده را به وجود آورد که بیش از ۵۰ سال در حال تحقیق در زمینه رشد و یادگیری‌اند."

گاردنر
- "پرده بزرگترین آمفی تئاتر شهر رجیو امیلیا ، توسط کودکان ۵ و ۶ ساله نقاشی و آماده نصب شده‌است."
- "اکنون بیش از سی سال است که نمایشگاه صدها زبان کودکان در نقاط مختلف دنیا در حال برگزاری است و نگاه بینندگان را نسبت به توانایی‌های کودکان متحول می‌کند."
- "تمام افراد مشغول به کار در مهدها و مراکز پیش دبستانی رجیو در کار تربیت موثرند از مربیان و مدیر تا خدمه و آشپز مرکز."
- "بسیاری از زمین‌های بازی مراکز پیش دبستانی توسط همسایگان و والدین مدرسه تجهیز شده‌اند."
- "این مستند از فرضیه سازی‌های یک کودک ۹ ماهه درباره ساعت ایجاد شده‌است."
- "رویکردی که برپایه تحقیق پایه‌گذاری شده‌است و اصلی‌ترین حرف بنیان گذارانش این بوده‌است که " از زمانی که فهمیدیم راجع به رشد و یادگیری کم می دانیم هر روز را صرف پژوهش کردیم. "

اینها جملات و نقل قولهایی است از گفته‌ها و نوشته‌ها درباره رویکردی که در آن از معلم به یاد گیرنده تعبیر می‌شود، تعلیم و تربیت بر پایه شنیدن استوار است و مرکز آموزشی به عنوان سیستمی از تعاملات انسانی تعریف می‌گردد.